# 曽占春
曽 占春（そう せんしゅん、曾占春、1758年 - 1834年）は、江戸時代後期の本草学者、医者。薩摩藩の学者大名・島津重豪に仕えた。諱は槃（曽槃、曾槃、そうはん）。字は士考。別号は永年、榛堂。

## 生涯
明末福建からの帰化人の末裔として、1758年、江戸に生まれる。庄内藩侍医の父・曽昌啓を継ぎ、17歳から二年ほど庄内藩に仕えた後、江戸に戻り田村藍水に本草学を学ぶ。1792年、35歳の時、薩摩藩藩主・島津重豪の侍医および記室（秘書）に就任。以降、薩摩藩に仕え続け、重豪の学問的事業を支え、多くの著作を残した。弟子に阿部櫟斎・坂本浩然・高木春山がいる。

## 主な編著

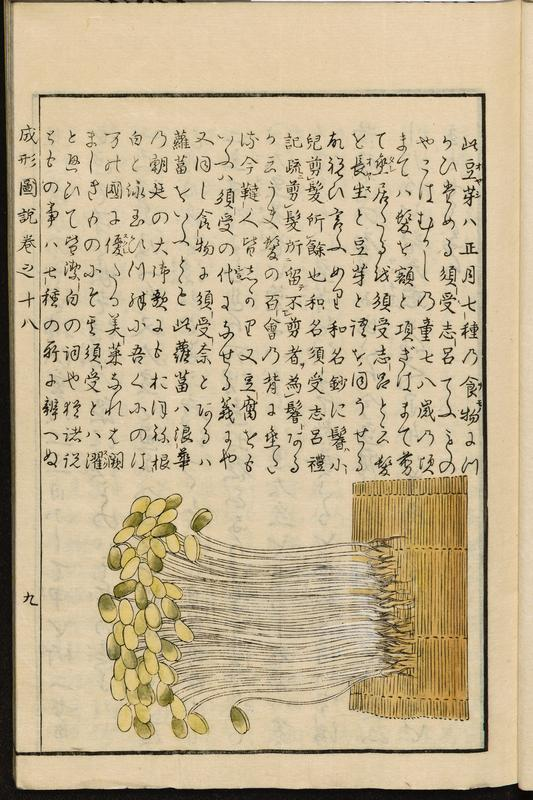
『成形図説』

- 『成形図説』 - 重豪の命により白尾国柱らと編纂した百科事典的な図版付き農書[7]。
- 『南山俗語考』 - 重豪の命により石塚崔高らと編纂した中国語学書[8]。
- 『鳥名便覧』 - 重豪の命により編纂した鳥名辞典[9]。
- 『仰望節録』 - 重豪の米寿に際して学問的業績をまとめた伝記[5][1]。
- 『本草綱目纂疏』 - 主著[1]。
- 『橘黄閑記』 - 主著[1]。
- 『国史草木昆虫攷』 - 主著[1]。『古事記』『和名抄』『源氏物語』等に出てくる動植物を五十音順にならべて考証する名物学書[2][4]。
- 『渚の丹敷』 - 貝類167品を和文で記録。その貝が詠まれている和歌なども挙げる[6]。
- 『無人島談話』 - 薩摩藩領民の無人島漂流譚の聞き取り[10][11]。
- 『西洋草木韻箋』 - 漢名・和名・ラテン名・オランダ名の対照辞典[2]。
- 『西洋名物韻箋』 - 同上。こちらは草木ではなく動物・鉱物を扱う[2]。
- 『春の七くさ』 - 春の七草についての書物[2]。
- 『薬圃擷余』- 随筆的な本草書[12]。
- 『海内方物紀略』 - 物産書[13]。
- 『人参識』
- 『烹茶樵書』